# Марк Антисций Лабеон
Вижте пояснителната страница за други личности с името Лабеон.
Марк Антисций Лабеон (на латински: Marcus Antistius Labeo; * 54 пр.н.е.; † 10/11 г.) е известен римски юрист по времето на император Август.
Произлиза от самнитската фамилия Антисции от Долна Италия. Син е на юриста Пацувий Антисций Лабеон.
Учи право при Гай Требаций Теста, Авъл Касцелий, Квинт Елий Туберон и Сервий Сулпией Бурн (Помпоний, 47: institutus a TrebvAio).
По времето на Август той принадлежи към републиканската партия, сенаторската опозиция против принципата (Светоний, Augustus 54), успява да стане претор (Тацит, Annalen 3,75,1).
Август му предлага консулат, но той му отказва (Помпоний, Dig. 1,2,2,2,47).
Антисций Лабеон се смята заедно с Гай Атей Капитон за най-важен представител на ранната класика на римското право.
От кръга на неговите ученици се създава прокулското училище по право на Прокул.

## Произведения
Написал е 400 книги (volumina), от които са запазени 500 фрагменти.
Известни титли:
- Libri de iure pontificio, 15 книги за Понтификално право
- Две книги с коментари към Закон на дванадесетте таблици
- Responsa („Отговори“)
- Epistulae („Писма“)
- Pithana („Вероятности“) на латински
- 20 книги с коментари за отделни едикти
- 40 книги Posteriora, posthum издадени произведения